# Mosaico de Unidades de Conservação do Jacupiranga

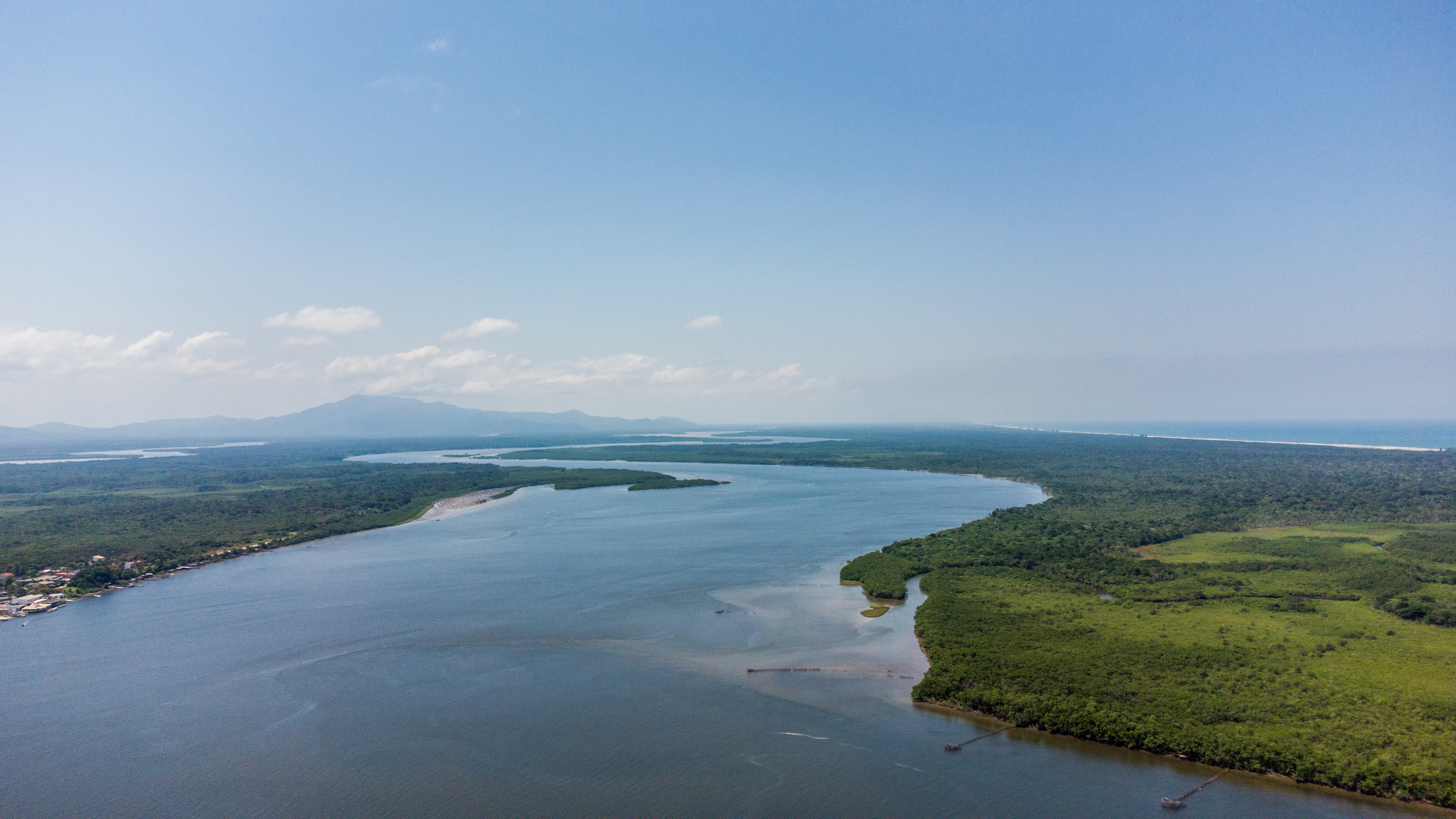
Parque Estadual Lagamar de Cananeia, Brasil.

O Mosaico de Unidades de Conservação do Jacupiranga constitui o antigo Parque Estadual de Jacupiranga, que foi criado pelo Decreto-Lei Nº 145  de 8 de agosto de 1969. Em 2008, o parque foi divido em três, resultando nos parques estaduais da Caverna do Diabo, do Rio Turvo e do Lagamar de Cananéia. Faz parte das Reservas de Mata Atlântica do Sudeste, tombadas como Patrimônio Mundial da UNESCO.

## Geografia
Os principais ecossistemas encontrados são de Mata Atlântica (Floresta Tropical Pluvial). Também são encontradas formações geológicas.

## Localização
Se localiza no estado de São Paulo na região do Vale do Ribeira de Iguape. Abrange os seguintes municípios: Jacupiranga (22 749,30 Ha); Barra do Turvo (79 139,89 Ha); Cananéia (23 032,89 Ha}; Iporanga (6 775,24 Ha); Eldorado (18 302,68 Ha.) e Cajati, totalizando uma área de 150 000 Ha e um perímetro de 369 000 m.
Suas coordenadas geográficas são: 24° 35' A 25° 10' Lat S - 48° 03' A 48° 40' Long W

## Acesso
Pela BR-116 (Rod. Régis Bitencourt) - Sede no Km 543. Distante 230 km da capital São Paulo. Distância da unidade às cidades mais próximas: Registro - 35 Km.